# 伊利伊利
伊利伊利（Ili'ili）是美屬薩摩亞圖圖伊拉島西南部的一個村莊。它位於帕果帕果 西南七英里處的內陸地區，伊利伊利位於圖拉羅塔縣。
伊利伊利是美屬薩摩亞唯一的高爾夫球場之所在地，這是一個由公園維護的18洞高爾夫球場。佔地120英畝。
根據2010年美國人口普查的數據顯示，居住於伊利伊利的人口為3,195人。